# Rock Port (Missouri)
Rock Port è la città capoluogo della Contea di Atchison nello Stato del Missouri, Stati Uniti d'America.

## Geografia fisica
Secondo lo United States Census Bureau, la città ha una superficie totale di 7,17 km².

## Storia
Rock Portè stata fondata nel 1851.